# Daniel Soulage
Pour les articles homonymes, voir Soulage.
Daniel Soulage, né le 14 février 1942 à Monflanquin (Lot-et-Garonne) et mort le 14 septembre 2020 à Monflanquin, est un homme politique français, membre de l'Alliance centriste.

## Biographie
Agriculteur de profession, Daniel Soulage est député UDF de la 3e circonscription de Lot-et-Garonne entre 1993 et 1997.
Élu sénateur de Lot-et-Garonne le 23 septembre 2001 au second tour, avec 60,75 % des suffrages, il siège au sein du groupe du RDSE jusqu'en 2002, puis de l'Union centriste dont il est vice-président jusqu'à la fin de son mandat, en 2011.
Il meurt le 14 septembre 2020.

## Récapitulatif des mandats[4]
- 1978 - 1983 : adjoint au maire de Monflanquin (Lot-et-Garonne)
- 1983 - 2008 : maire de Monflanquin
- 1985 - 2004 : conseiller général de Lot-et-Garonne
- 1993 - 1997 : député de la 3e circonscription de Lot-et-Garonne
- 2001 - 2004 : vice-président du conseil général de Lot-et-Garonne
- 2001 - 2011 : sénateur de Lot-et-Garonne